# Béda-Karapancsa
A Béda–Karapancsa a Duna–Dráva Nemzeti Park egyik tájegysége, nagyrészt a Baranya vármegyei Homorúd község közigazgatási területén. A terület 1996-ig a nemzeti park egyik önálló tájvédelmi körzete volt. A tájegység a Duna magyarországi alsó szakaszának kiemelkedő értéket képviselő vizes élőhelyeit foglalja magában. A terület a Duna Mohácsi-szigetet körülvevő folyóágaival meghatározott holtágakkal, mocsarakkal, nedves rétekkel, nádasokkal fedett vizenyős terület. A Béda–Karapancsai Duna-ártér mellett a területhez tartozik a karapancsai halastavakat övező terület is, maga a Duna viszont nem része a védett területnek. A védett terület 1150 hektár, a tengerszint feletti magassága átlagosan 84-88 méter. A legközelebbi város Mohács.
A Béda–Karapancsa a Duna középső folyására jellemző vizes élőhelyek közé tartozik. Jelentős a területe és gazdag növény és állatvilága különösen jelentőssé teszi. Itt él Magyarország legnagyobb fekete galagonya-populációja, ezen kívül Magyarországon máshol nem található szubmediterrán növények is honosak itt, mint a jerikói lonc, a rozsdás gyűszűvirág, a magas csukóka vagy az ezüst hárs.
A területen több jelentős növényi társulás található. Ilyenek például a békalencsés úszóhínárok: ez a növénytársulás mély vizekben is létrejöhet, de a víz áramlásának és a szél hatásának köszönhetően a part menti régiókban is megtalálható. Itt tenyészik a békatutaj, a fehér tündérrózsa, a sárga vízitök és a tündérfátyol. A galériaerdők jellegzetes puhafaligetek; a magasabb területeken pedig az alföld magas ártereinek egykor uralkodó fás társulásait, tölgy-kőris-szil ligeteket találunk.
A meghatározó növényi társulások:
- fűz-nyár ligeterdők
- zsombéksásosok
- nádasok
- békalencse-hínárok
- Békatutajhínárok
- tölgy-kőris-szil ligetek

Itt él Magyarország legnagyobb fekete gólya állománya. A nádasokban kis kócsagok, nagy kócsagok, bakcsók, vörös gémek, és néhány pár bölömbika fészkel. A galériaerdőkben gyakori költő madár a szürke gém. A terület ősszel és tavasszal a vonuló madarak fontos madárszállása.